# Unzela discrepans
Unzela discrepans är en fjärilsart som beskrevs av Walker 1856. Unzela discrepans ingår i släktet Unzela och familjen svärmare. Inga underarter finns listade i Catalogue of Life.